# 山崎友香
山崎 友香（やまざき ゆか）は日本のイラストレーターである。主に、6万部を越えるヒットとなった庄司いずみの著書『vege dining 野菜のごはん』シリーズ（扶桑社）のイラストを担当したことで知られる。

## 主な作品
- 『vege dining 野菜のごはん』庄司いずみ著（扶桑社）-イラスト

- 『vege dining 野菜のごはん (2)』庄司いずみ著（扶桑社）-イラスト

## エピソード
- 2008年、相原コージ・竹熊健太郎による漫画『サルでも描けるまんが教室2.0』が、『月刊IKKI』（小学館）にて連載されていたが、同作品内の企画で行われた「キモカワいいマスコットキャラクター」のコンテストで、山崎の作品「まめ」が第4位に選ばれている。なお、そのときに1位になったキャラクターは金子デメリンの「ちんぽっぽ」であった。